# Fré Cohenbrug
De Fré Cohenbrug is een vaste brug met duiker in Watergraafsmeer, Amsterdam.
De brug is gelegen in de Zaaiersweg in Betondorp en overspant de Molenwetering, die vanaf onder de Rinus Michelsbrug in de Middenweg komt. Die Molenwetering vormt westwaarts tevens een ringsloot rond de Nieuwe Oosterbegraafplaats. Het is een vaste bakstenen brug in de stijl van de Amsterdamse School. Van enige doorvaart is geen sprake, zo laag ligt de overspanning boven het wateroppervlak. De brug ging vanaf haar bouw anoniem door het leven als brug nr. 341. In 2016 wilde de gemeente Amsterdam af van officieuze namen voor bruggen, maar ook kon men toen voorstellen indienen tot naamgeving van anonieme bruggen. Een voorstel om de brug te vernoemen naar Fré Cohen werd aangenomen. Zij leefde vanaf 1923 enige tijd aan de Zaaiersweg.
De brug verrees hier in laat jaren twintig en is ontworpen door de "brugarchitect" Piet Kramer.
<<< · 300 · 301 · 302 · 303 · 304 · 305 · 306 · 307 · 308 · 309 · 310 · 311 · 312 · 313 · 314 · 315 · 316 · 317 · 318 · 320 · 321 · 322 · 323 · 324 · 325 · 327 · 328 · 330 · 331 · 332 · 333 · 334 · 335 · 336 · 337 · 338 · 339 · 340 · 341 · 342 · 343 · 344 · 345 · 346 · 347 · 348 · 349 · 350 · 351 · 352 · 353 · 354 · 355 · 356 · 357 · 358 · 359 · 360 · 361 · 362 · 363 · 364 · 365 · 366 · 367 · 368 · 371 · 372 · 373 · 374 · 375 · 376 · 377 · 378 · 379 · 380 · 381 · 382 · 383 · 385 · 386 · 387 · 388 · 389 · 390 · 391 · 392 · 393 · 394 · 395 · 396 · 397 · 398 · 399 · >>>
Brugnummers 319, 326, 329 (tijdelijke duiker in de Ringspoordijk), 369, 370, 384 zijn niet (meer) vergeven.